# Grafo de conferência
Na área da matemática da teoria dos grafos, um grafo de conferência é um grafo fortemente regular com parâmetros v, k = (v−1)/2, λ = (v−5)/4, and μ = (v−1)/4. É o grafo associado com uma matriz de conferência simétrica, e consequentemente sua ordem v deve ser 1 (modulo 4) e a soma de dois quadrados.
Grafos de conferência são sabidos existir para todos os pequenos valores de v
Conference graphs are known to exist for all small values of v permitidos pelas restrições, e.g., v = 5, 9, 13, 17, 25, 29, e (os grafos de Paley) para todos os primos congruentes a 1 (modulo 4). No entanto, existem muitos valores de v que são permitidos, para os quais a existência de um grafo de conferência é desconhecido.
Os autovalores de um grafo de conferência não precisam ser inteiros, ao contrário dos outros grafos fortemente regulares. Se o grafo é conectado, os autovalores são k com multiplicidade 1, e dois outros autovalores,
{\displaystyle {\frac {-1\pm {\sqrt {v}}}{2}},}
cada um com multiplicidade (v−1)/2.